# Mark Williams (színművész)
Mark Williams (Loughborough, Leicestershire, Egyesült Királyság, 1959. június 17. –) angol színész, komikus, forgatókönyvíró. Legismertebb szerepe a Harry Potter sorozatban Arthur Weasley megformálása.

## Filmjei
- 2021: Kisvárosi gyilkosságok (Midsomer Murders), tévésorozat, The Wolf Hunter of Little Worthy c. epizód, Pat Everett
- 2011: Harry Potter és a Halál ereklyéi 2. rész (Harry Potter and the Deathly Hallows: Part II) - Arthur Weasley
- 2010: Harry Potter és a Halál ereklyéi 1. rész (Harry Potter and the Deathly Hallows: Part I) - Arthur Weasley
- 2009: Agatha Christie: Marple; Miért nem szóltak Evansnek? (Marple: Why Didn’t They Ask Evans?) - Claude Evans
- 2009: Harry Potter és a Félvér Herceg (Harry Potter and the Half-Blood Prince) - Arthur Weasley
- 2008: Értelem és érzelem (Sense and Sensibility), tévé-minisorozat - Sir John Middleton
- 2007: Harry Potter és a Főnix Rendje (Harry Potter and the Order of the Phoenix) - Arthur Weasley
- 2005: Bikatöke (Tristram Shandy: A Cock and Bull Story) - Ingoldsby
- 2005: Harry Potter és a Tűz Serlege (Harry Potter and the Goblet of Fire) - Arthur Weasley
- 2005: Trógerek klubja (The Rotters’ Club) - Sam Chase
- 2004: ÖcsiKém 2. – A londoni küldetés (Agent Cody Banks 2: Destination London) - Crescent nyomozó
- 2004: Harry Potter és az azkabani fogoly (Harry Potter and the Prisoner of Azkaban) - Arthur Weasley
- 2002: A függöny legördül (The Final Curtain) - Declan Farrell
- 2002: Harry Potter és a Titkok Kamrája (Harry Potter and the Chamber of Secrets) - Arthur Weasley
- 2002: Anita és én (Anita and Me) - Alan tiszteletes
- 2001: Second Star to the Left rövidfilm - Duke the Guinea Pig
- 2001: Vissza a csatatérre (Going Back)-Chicago
- 2001: Magas sarok, alvilág (High Heels and Low Lifes) - Tremaine
- 2000: Gormenghast-professzor
- 1999: Mocskos zsaruk (Corruptor)-Co. Captain
- 1998: Szerelmes Shakespeare (Shakespeare in Love) - Wabash
- 1997: Csenő manók (The Borrowers)- Exterminator Jeff
- 1996: 101 kiskutya (101 Dalmatians) - Horace
- 1992: A szamuráj útja (Return of the Roller Blade Seven)